# Kōtarō Tanaka
Kōtarō Tanaka (田中 幸太郎, Tanaka Kōtarō, 1901-1995) est un photographe japonais amateur, particulièrement reconnu pour ses photographies d'Osaka et son usage de la couleur.
Tanaka naît à Ise, préfecture de Mie en 1901.
À partir de 1932, il participe à divers groupes de photographie amateur. À partir de 1948, il travaille au bureau d'Osaka de la maison d'édition du Asahi Shinbun.
À partir de 1955, Tanaka s'attache à photographier Kawachi à Osaka, dans une série intitulée Kawachi Fūdoki ((河内風土記)). En 1962, il commence à photographier des feux d'artifice en couleur (dont l'utilisation est alors encore inhabituelle à cette fin), avec son appareil attaché à son corps en mouvement.
À partir des années soixante-dix, Tanaka remporte une série de récompenses pour sa longue activité au service de la photographie amateur dans la région du Kansai. Il est en particulier lauréat de l'édition 1978 des prix de la Société de photographie du Japon dans la catégorie « contributions remarquables ».
Il meurt le 7 novembre 1995. 

## Albums de Tanaka
- Yume sen'ya ((夢千夜?)). Osaka: Village Press, 1990.  (ISBN 4-938598-09-4)
- Shamo to renkon hatake: Nihon no genfūkei Kawachi ((シャモとレンコン畑：日本の原風景河内?)). Kyoto: Kōrinsha, 1993.
- Kōseki mange ((光跡万華?)). Tokyo: Tanaka Kōtarō Sakuhinshū Iinkai, 1996.
- Shikisai kōkyōgaku (色彩交響楽?)). Bee Books 239. Tokyo: Mitsumura, 1996.  (ISBN 4-89615-239-5).

## Sources
- (ja) Nihon no shashinka ((日本の写真家?)) / Biographic Dictionary of Japanese Photography. Tokyo: Nichigai Associates, 2005.  (ISBN 4-8169-1948-1). p. 248. En dépit du titre alternatif en anglais, tout le texte est en japonais.
- (ja) Sekiji Kazuko ((関次和子?)). "Tanaka Kōtarō" ((田中幸太郎?)). Nihon shashinka jiten ((日本写真家事典?)) / 328 Outstanding Japanese Photographers. Kyoto: Tankōsha, 2000.  (ISBN 4-473-01750-8). P.201. En dépit du titre alternatif en anglais, tout le texte est en japonais..
- (ja) Shashinka wa nani o hyōgen shita ka: 1960-1980 (写真家はなにを表現したか1960～1980, What were photographers expressing? 1960-1980). Tokyo: Konica Plaza, 1992.  Trois des photographies de feux d'artifice de Tanaka sont en p. 44; une chronologie biographique apparaît en p. 103.